# Linatyna
Linatyna – organiczny związek chemiczny z grupy α-aminokwasów, pochodna proliny, antagonista witaminy B6. Jest pierwszym występującym naturalnie kwasem z ugrupowaniem hydrazynowym, który wykazuje działanie przeciwbakteryjne. Została wyizolowana z lnu zwyczajnego (Linum usitatissimum).